# Eurygonium alticola
Eurygonium alticola är en mångfotingart som först beskrevs av Pius Strasser 1937.  Eurygonium alticola ingår i släktet Eurygonium och familjen Attemsiidae. Inga underarter finns listade i Catalogue of Life.